# Chrząstawa (rzeka)
Chrząstawa (Jemielnica, Imielnica; niem. Chronstauer Flößbach; w górnym biegu: Jemielnica, Centawka; niem. Himmelwitzer Wasser) – rzeka, lewy dopływ Małej Panwi o długości 52,39 km.

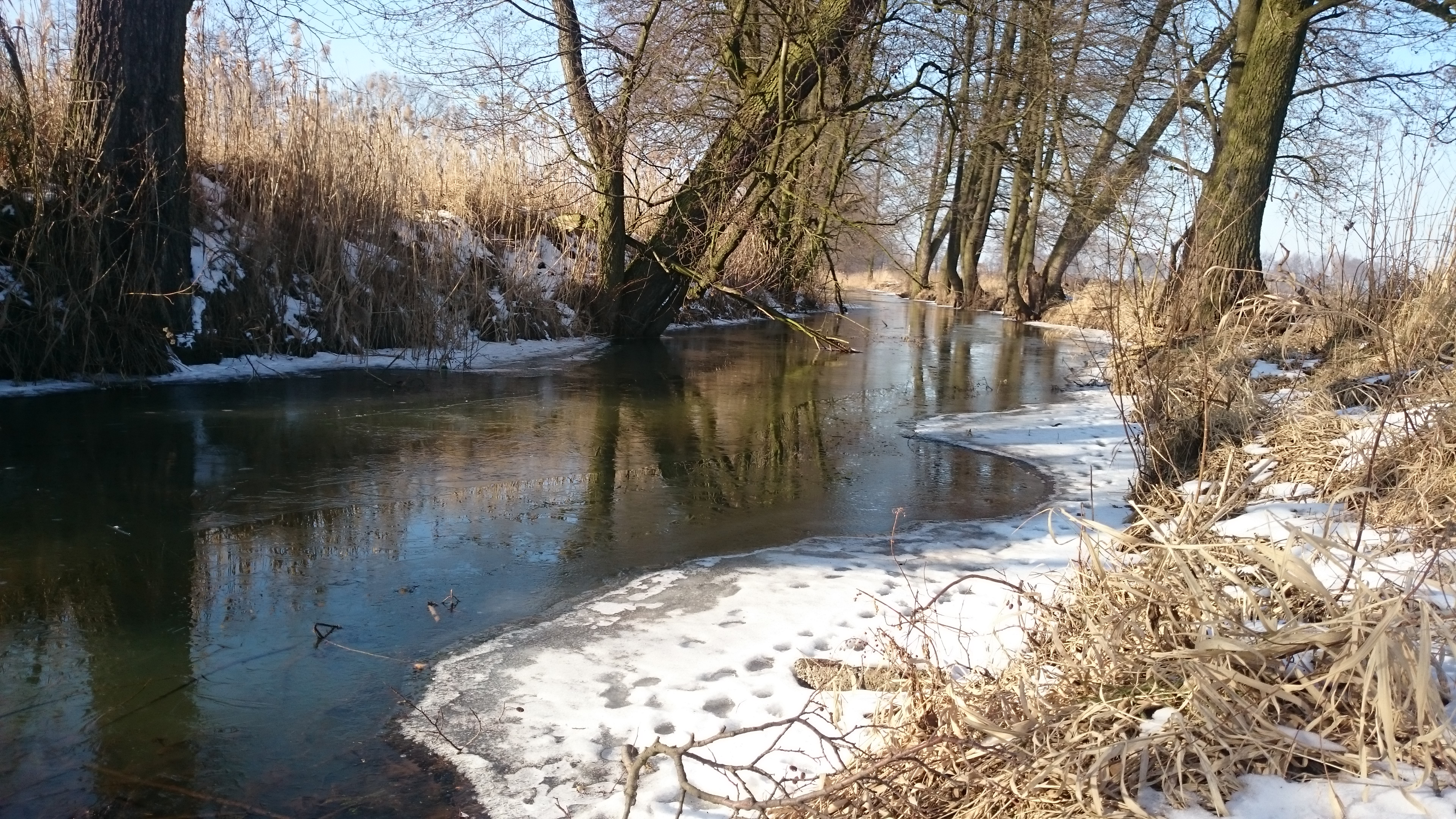
Jemielnica zimą

Płynie w województwie opolskim. Źródła rzeki znajdują się na terenie wsi Błotnica Strzelecka, nad rzeką leżą m.in. miejscowości Jemielnica i Chrząstowice. Na odcinku od źródeł do wsi Jemielnica płynie jako potok Jemielnica (Centawka), by po wpadnięciu do stawu Jemielnica i ujścia do niej Świbskiej Wody, przyjąć nazwę Chrząstawa.